# Botanischer Garten Kwelera
Der Botanische Garten Kwelera (englisch Kwelera National Botanical Garden, KwNBG) in Kwelera bei East London in der südafrikanischen Provinz Eastern Cape gehört zu den staatlichen botanischen Gärten des Landes, die vom South African National Biodiversity Institute (SANBI) als Forschungs- und Bildungseinrichtungen unterhalten werden. Er wurde am 25. Juli 2014 gegründet und am 30. September desselben Jahres eröffnet.
Kwelera ist vom Wort Goerecha aus dem Sprachschatz der Khoikhoi abgeleitet und besagt, dass an dieser Stelle „viele Aloen“ vorkommen.

## Lage und Struktur
Der botanische Garten befindet sich etwa 20 Kilometer nördlich an der Küste des Indischen Ozeans zwischen den Ästuaren der Flüsse Gonubie (südwestlich) und Kwelera (nordöstlich), demnach noch auf dem Territorium der Metropolgemeinde Buffalo City (BCMM). Der Kwelera River bildet hier die administrative Grenze zur Distriktgemeinde Amathole.

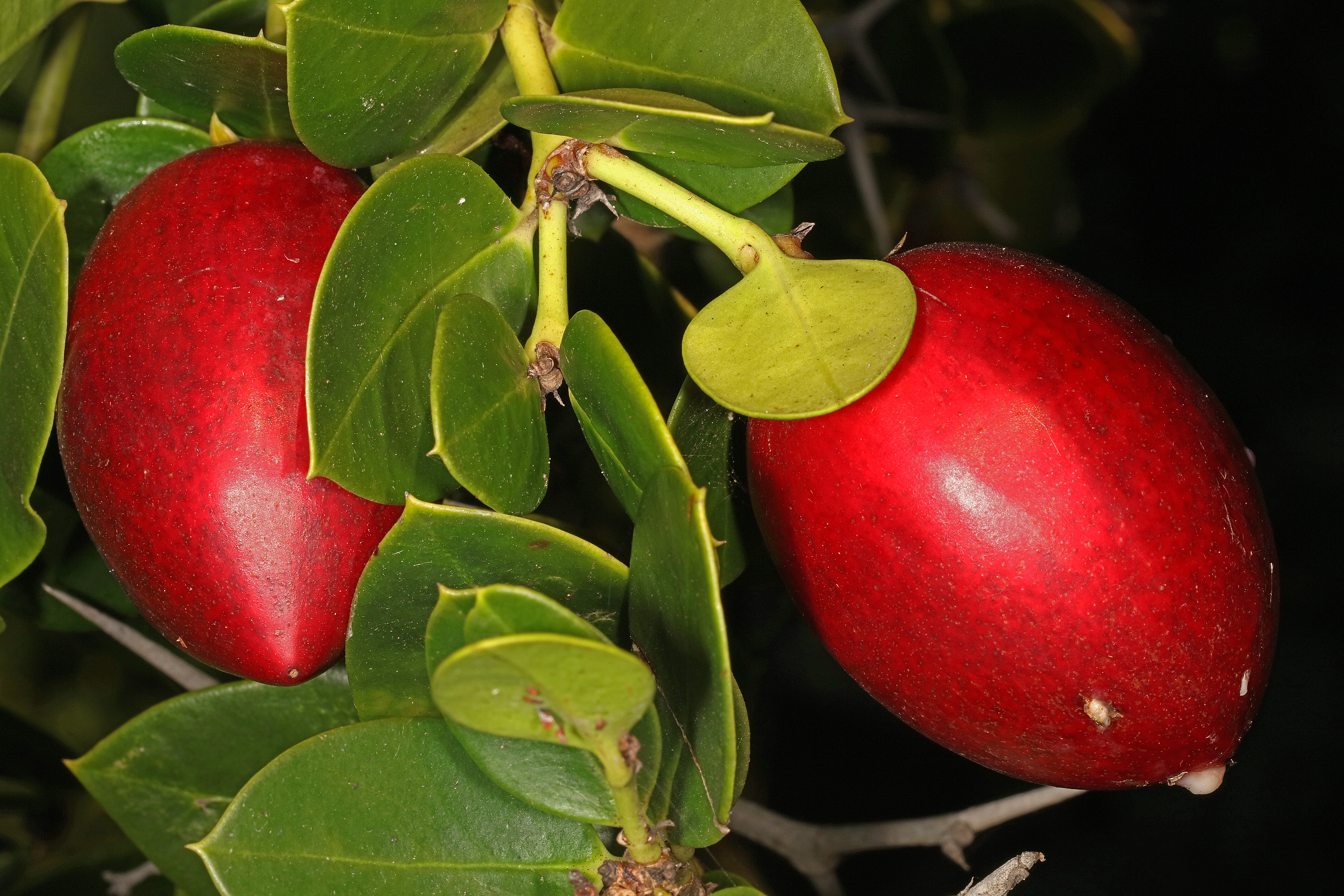
Die Natalpflaume (Carissa macrocarpa) aus einer Dünenlandschaft bei Kwelera

Das Areal des botanischen Gartens nimmt das schon länger existierende Naturschutzgebiet Kwelera Nature Reserve (KNR) mit einer Fläche von 160 Hektar entlang der Meeresküste ein. Ein angrenzendes, neu hinzugenommenes Areal mit einer Ausdehnung von 10,48 Hektar, das zuvor als Farmland öffentlich nicht zugänglich war, soll den künftigen infrastrukturellen Einrichtungen der Gartenverwaltung dienen. Die administrative Verwaltung des Naturschutzgebietes liegt in den Händen der Eastern Cape Parks and Tourism Agency (ECPTA), das SANBI ist durch einen Vertrag daran beteiligt. Von der Ausdehnung des botanischen Gartens sind verschiedene Landschaftsdetails betroffen, Abschnitte des Kwelera-Ästuars, die Uferzone an der Flussmündung und am Meer, einschließlich vorhandener Dünensysteme sowie Stellen mit Spuren einer frühen menschlichen Besiedlung. Der Botanische Garten Kwelera soll den natürlichen Lebensraum und den Landschaftscharakter der Region Wild Coast repräsentativ darstellen und in diesem Bereich vor nachteiligen Einflüssen bewahren.
Das Gebiet des botanischen Gartens und sein nahes Umfeld standen bereits vor dessen Gründung im Jahre 2014 unter Schutz. Mit dem Naturschutzgebiet Kwelera Nature Reserve (KNR), das einen Teilbereich des East London Coast Nature Reserve nach den Regelungen des National Environmental Management: Protected Areas Act (NEM:PAA) darstellt, bestanden hier schon längerfristige Schutzmaßnahmen. Durch zwei Verordnungen (Nr. 578 und Nr. 705) auf Grundlage des National Environmental Management: Biodiversity Act (NEM:BA) von 2004 wurde dieser nationale botanische Garten als öffentliche Einrichtung gegründet.
Die Einrichtung befindet sich seit der Gründung in einer Aufbauphase. Das 2016 vom SANBI erworbene zusätzliche und 2018 offiziell zum Bestandteil des botanischen Gartens erklärte Gelände im Umfang von 10 Hektar wird für den Besuchereingang mit Informationszentrum und Gastronomie, den Verwaltungs-, Mitarbeiter- und Bildungsbereich, die Aufzuchtgewächshäuser, die Saatgutbibliothek sowie für die Fachbibliothek benötigt.